# Пршибрам
Прши́брам (чеш. Příbram, произношение: [ˈpr̝i:bram]; нем. Pibrans, прежде Freiberg in Böhmen) — город в Среднечешском крае Чехии, муниципалитет с расширенными полномочиями и административный центр района Пршибрам. Население города составляет 35 тысяч человек. Расположен у подножия нагорья Брды на речке Литавке, в 60 километрах к юго-западу от столицы Чехии Праги. Город известен горнодобывающей историей, теперь ищет свой новый образ после экономической трансформации.
Город является третьим по величине в Среднечешском крае (после городов Млада Болеслав и Кладно), культурным и административным центром юго-западной части края, хотя, с другой стороны, своей жизнью сильно схож с близкой Прагой.
Известное святое место Святая Гора (чеш. Svatá Hora) возвышается над городом. Другой туристической достопримечательностью является Горный музей Пршибрама, включающий коммунистический трудовой лагерь Война (чеш. Vojna).

## История
Несколько легенд, касающихся Пршибрама и окрестностей в древней истории чешской государственности, упоминает Вацлав Хайек из Либочан в своей Хронике чешской (чеш. Kronika česká), написанной в первой половине XVI века. Легенды повествуют о пророчестве княгини Либуше и о разрушении Березовых Гор Горымиром из Неуметел; обе повести отображают добычу серебра в регионе.
Хайек тоже объясняет значение названия города. Хотя его этимология сегодня кажется выдуманной, её основа, вероятно, правдива, и название города — действительно производное от имени неизвестного нам исторического лица, возможно, владельца имения.
Первое упоминание датируется 1216 годом, в то время Пршибрам принадлежал пражским епископам. Вскоре деревня получила свой крепостной вал. Городской замок был построен пражским архиепископом Арноштом из Пардубице. Во время гуситских войн Пршибрам стоял на стороне реформации и четыре раза был опустошён войсками католического дворянства.
Архиепископ Зденек Зайиц из Хазмбурка наделил Пршибрам городскими правами, что утвердил король Йиржи из Подебрад в 1463 году. От короля Владислава II Ягеллона Пршибрам в 1496 году получил звание города, когда он попал во владение короля. Однако экономическое состояние города ухудшалось, поскольку правители зачастую закладывали город, а временные хозяева не заботились о его развитии.
Основу экономики города составляло горное дело, о чём свидетельствуют сохранившиеся в Пршибраме с начала XVI века так называемые горные книги (нем. Bergbuch) — записи разрешений на добычу серебра и железа, на открытие новых шахт, и т. п.
В 1579 году император Священной Римской империи Рудольф II повысил статус Пршибрама, объявив его Королевским горнодобывающим городом.
Тридцатилетняя война сильно повлияла на город, уменьшив его население и привела к вынужденной рекатолизации, которую усилило растущее значение Святой Горы, близкого святого места.
С XVII века рост города следует за развитием горного дела. Однако большая часть шла в пользу центрального правительства в Вене, что вскоре замедлило развитие города, тогда как добыча серебра достигла своего пика в конце XVIII века.
В XVIII веке в Березовых Горах около города были построены пять крупных шахт, начиная с шахты св. Адальберта (чеш. Vojtěšský důl). Пршибрамский горнорудный бассейн стал в XIX веке одним из наиболее технически оснащённых в Европе, что продолжалось до 20-х годов XX века. В Пршибраме был создан ряд образовательных учреждений, кроме того, в городе расположились центральные горнорудные учреждения  и горный институт, позже преобразованный в горную академию. Серьёзным бедствием для города стал пожар в Марианской шахте (чеш. Mariánský důl в 1892 году, когда погибло 319 шахтёров. Хотя значение пршибрамской горнорудной промышленности уменьшилось после 1900 года, город остался значимым образовательным и культурным центром.
Во время Второй мировой войны вокруг города находилась область сильного партизанского движения. В нём принимали участие множество жителей, многие были убиты нацистскими оккупантами. Студента Антонина Сточеса, его отца и директора гимназии Йозефа Лукеша казнили в городе Табор в 1942 году после покушения на имперского протектора Рейнхарда Гейдриха. Их судьбу идеализированно описал Йржи Дрда в своей повести «Высший принцип» (чеш. Vyšší princip). Генерал Рихард Тесаржик, Герой Советского Союза, и легионер Алойз Лауб, командир группы сопротивления Оливер, убитый в Бухенвальде в 1945 году, родились в Пршибраме.
В начале мая 1945 года Пршибрам восстал против оккупантов, формально власть взял чешский национальный совет, но вермахт пригрозил навести военное право. После переговоров город освободил советский партизанский отряд «Смерть фашизму» под командованием капитана Евгения Антоновича Олесиньского. Хотя большинство немецких солдат ушли из города перед освобождением, окрестности города являются местом последних боёв  второй мировой войны в Европе. Немецкие части, которые старались уйти через демаркационную линию из советской зоны, встретились с партизанами и с Красной армией; генерал фон Пюклер капитулировал 12 мая 1945 года, через три дня после Дня Победы.
Города Пршибрам и Березовые Горы были объединены в 1950 году.
Последняя эпоха для пршибрамской горной промышленности началась в 50-е годы XX века, когда были открыты месторождения урана и вокруг города было построено несколько новых шахт. Промышленность была включена в систему штрафной работы, которой коммунистическое правительство пользовалось для преследования политических противников. Трудовые лагеря Пршибрам-Война и Пршибрам-Броды действовали в 1949—1951 годы; в них содержалось до 800 арестантов. Новый поселок был построен для более половины всех жителей; население города превысило 40 тысяч человек.
В 1959 году в окрестностях города произошло выпадение метеоритного дождя. Траектория падения метеоритов была зафиксирована несколькими камерами, которые снимали шлейфы связанного взрыва. Несколько осколков было найдено недалеко от города, около деревни Луги (чеш. Luhy).
В связи с тем, что Пршибрам находился недалеко от военной зоны Брды, город стал значимым местом во время ввода войск Варшавского договора в Чехословакию при подавлении Пражской весны 1968 года. Пршибрамский региональный штаб получил от оккупантов название гнездо контрреволюции в чехословацкой армии, потому что не сотрудничал с оккупационными силами, и дал Чехословацкому телевидению убежище для его независимых телепередач. Бунт уголовных преступников в тюрьме Пршибрам-Бытиз и забастовка шахтёров были другими важными событиями, связанные с вводом войск Варшавского договора в 1968 году.
Бархатная революция 1989 года повлияла на жизнь города не меньше, чем закрытие шахт. 

## Достопримечательности
Монастырь Святая Гора и костел св. Иакова доминируют в панораме Пршибрама. Старый город известен следующими достопримечательностями:
- Святая Гора — собор в стиле барокко и монастырь на святом месте, соединённые с городом уникальной крытой лестницей;
- Площадь Т. Г. Масарика:
  - Костёл Святого Иакова Старшего (построен в 1298 году), готический храм, псевдоготическая башня XIX века,
  - здание бывшего суда (украшено росписью по мотивам горных пейзажей Миколаша Алеша),
  - городская библиотека и другие исторические здания;
- Ратуша — здание в стиле псевдоренессанса (построено в 1890 году, архитектор Вацлав Игнац Улманн);
- Замок-Эрнестина — замок, построенный в XIV в, позже резиденция архиепископа, ныне галерея и культурный центр, оригинальное готическое слуховое окно
  - памятник жертвам Первой мировой войны, статуя архиепископа Арношта из Пардубице (автор Ивар Кодым);
- Пражская улица — пешеходная зона с магазинами и ресторанами, на верхнем конце Святовацлавская площадь (чеш. Václavské náměstí) со статуей святого (автор Станислав Ханзик);
- Йирасековы сады (чеш. Jiráskovy sady) — парк в центре старого города, окружённый историческими зданиями:
  - конвикт (церковная школа), бывший ректорат горной академии или учреждение Пршибрамского района, архитектор В. И. Улманна,
  - памятник литературному сочинению Алоиса Йирасека (автор Вацлав Шара), бюст генерала Рихарда Тесаршика;
- Пршибрамское кладбище — могилы многих значительных лиц города, памятник жертвам пожара Марианской шахты в 1892 году (копия находится на Здаборшском кладбище), памятник красноармейцам, погибшим во время Второй мировой войны;
- бюст Антонина Дворжака на набережной Дворжака (чеш. Dvořákovo nábřeží).

В новом городе, построенном после 1945 года, можно найти:
- Дом культуры — построен в 1959 году, архитектор В. Хилски, здание пршибрамского театра,
  - недалеко статуя Антонина Дворжака (автор Йосеф Вагнер);
- статуя Шахтёр (автор Л. Лошак) около пршибрамской гимназии

В части Березовые Горы можно найти:
- Пять исторических шахт и другие здания комплекса Горного Музея Пршибрама;
- Костел св. Адальберта — в стиле псевдоренессанса, построен в 1889 году;
- Костел св. Прокопа — построен на месте деревянной колокольни XVIII века.
- Кирха Магистра Йакоубека из Стршибра — построена в 1936 году.

## Культура
Благодаря высокому уровню образования и культурной жизни Пршибрам получил в конце XIX века звание «Подбрдские Афины» (чеш. Podbrdské Athény). Горная промышленность очень сильно повлияла на городскую культуру до конца XX века. Жизнь шахтёра описывали писатели и поэты Франя Кучера, Квидо Мариа Выскочил и Франтишек Геллнер, которые жили или учились в городе. Самый значительный пршибрамский писатель Ян Дрда тоже вдохновлялся городом. Названиями соседних деревень он пользовался в своих сказках, некоторые из его повестей в книге Немая баррикада (чеш. Němá barikáda) исходят из настоящих событий в городе во время второй мировой войны (прежде всего Высший принцип — смотри Новая история) и его Городок на ладони (чеш. Městečko na dlani) прямо описывает Пршибрам, хотя автор чуть изменил реальность, добавив в город реку. Город в книге называется Рука господина (чеш. Rukapáň). Городскую библиотеку открыли в 1900 году.
Театр в городе имеет богатую историю благодаря традиции любительских спектаклей. Хотя город стремился к постройке постоянной сцены, спектакли в течение долгого времени должны были проводиться в различных местах. Лишь в 1959 году был построен Дом культуры, который является местопребыванием пршибрамского театра, также в нём находится кинотеатр (второй и последний кинотеатр в городе — летний кинотеатр, так как два других кинотеатра были закрыты после 1989 года). Первый кинопоказ, однако, прошёл в городе в 1914 году. Пршибрамский театр является постоянной сценой с профессиональной труппой, его репертуар оживляют выступления заезжих ансамблей из Праги и других городов. В 2004 году имел значительный успех спектакль Гордый Буджес (чеш. Hrdý Budžes), комедия по книге Ирены Доусковой, уроженки Пршибрама.
Музыкальная жизнь в городе связана с именем Антонина Дворжака, который часто бывал в своем летнем доме в Высокой около Пршибрама и часто посещал Пршибрам. В 1969 году в городе был основан Музыкальный фестивал им. А. Дворжака, который проводится с тех пор ежегодно, приводя в город и окрестности местных и зарубежных музыкантов. В городе работает собственный любительский симфонический оркестр, свои регулярные концерты организует Пршибрамский Биг Бенд, шахтёрские оркестры выступают во время горных праздников; новую форму музыкальных выступлений принесла труппа Святогорских горнистов.
Большое значение для музыкальной жизни в городе имеет хоровое пение. Начиная с обществом Лумир-Добромила и продолжая с названием Пршибрамский смешанный хор, ансамбль повлиял на многие поколения пршибрамских жителей. Самыми значительными хормейстерами были Антонин Вепршек и его сын Владимир. В 1939 году Антонин Вепршек основал Пршибрамский детский хор, который является одним из старых в Чехии. Детские хоры работают тоже в пршибрамских основных школах и школах искусств; Пршибрам ежегодно организует международный смотр детских хоров.
Популярную музыку играют в паре клубов, например, в Юниор клубе. Из пршибрамских групп самая значительная панк-роковая группа E!E.
Пршибрамские шахтёры и их семьи издавна подрабатывали ремеслами (резьбой по дереву, окраской, вышивкой и др.), зачастую на высоком художественном уровне. Вертелы (чеш. betlémy) производятся в крае до сих пор, музей заботится о нескольких макетах шахт. Из профессиональных художников самым значительным является Карел Гойден, ученик Макса Швабинского. Всемирно известный фотограф первой половины XX века Франтишек Дртикол также родился в городе Пршибрам. Городская галерея, которая теперь находится в бывшей архиепископской резиденции, названа в его честь и владеет постоянной выставкой его работ.
Пршибрамский музей основан в 1886 году и, после смены нескольких форм и хозяев, находится теперь в руках администрации Среднечешского края и называется Горный музей Пршибрам. Он является самым крупным горным музеем в Чехии, его комплекс включает в себя историческую шахту с подъемной паровой машиной, шахтёрский домик, штольню с поездом, выставку горной истории, геологическую коллекцию и др.

### Образование

#### Горный институт в Пршибраме 1894—1945
В институте училось некоторое количество украинцев, создавших в 1898—1912 общество «Ватра». С 1919 г. русский язык был принят в качестве официального учебного языка этого высшего учебного заведения.

### Спорт
В Пршибраме находится стадион На Литавке, где играет футбольный клуб ФК Марила Пршибрам, наследник успешного клуба Дукла Прага. С 1997 года Марила участвует в 1-й лиге чемпионата Чехии. Второй пршибрамский клуб Спартак (также называемый Хорымир) играет в соревнованиях регионального уровня.
Волейбольный клуб Вавекс Пршибрам, основанный в 1935 году, играет в 1-й лиге с 1998 года.
Хоккейный клуб участвует в 2006 году в региональном соревновании. Город регулярно организует городские соревнования по бегу и велосипедные гонки, в том числе Гран При Пршибрами. Ралли Пршибрам (раньше Ралли Влтава) была частью чемпионата Европы, теперь она является одной из основных частей чешского чемпионата. Движение малого футбола имеет большое значение для города и региона, в длительных соревнованиях участвует почти 50 команд.
Кроме футбольных стадионов, в состав спортивных оборудований входят тоже два крытых зимних стадиона (главный, приблизительно для 5 тысяч зрителей, открыт в 1978 году), спортивная арена (открыта в 1978 году, вместимость увеличена во время реконструкции в 2005 году), два бассейна, несколько спортплошадок и теннисных центров. В некоторых пршибрамских школах есть специальные спортивные классы и хорошее спортивное оборудование.

## Население
| 1869    | 1869    | 1880    | 1880    | 1890    | 1900    | 1910    | 1910    | 1921    | 1930    | 1930    | 1950    |
| ------- | ------- | ------- | ------- | ------- | ------- | ------- | ------- | ------- | ------- | ------- | ------- |
| 9455    | ↗14 051 | ↘11 171 | ↗16 952 | ↗21 081 | ↗21 767 | ↘13 321 | ↗20 826 | ↘17 703 | ↘15 464 | ↘10 469 | ↗12 267 |
| 1950    | 1961    | 1961    | 1970    | 1970    | 1980    | 1980    | 1991    | 1991    | 2001    | 2014    | 2016    |
| ↗13 614 | ↗25 687 | ↗26 803 | ↗28 939 | ↗29 993 | ↗37 854 | ↘35 123 | ↗36 898 | →36 898 | ↘35 886 | ↘33 450 | ↘33 058 |
| 2017    | 2018    | 2019    | 2020    | 2021    | 2021    | 2022    | 2023    | 2024    |         |         |         |
| ↘32 897 | ↘32 867 | ↘32 642 | ↘32 503 | ↘32 248 | ↘31 711 | ↘31 651 | ↗32 743 | ↗32 992 |         |         |         |

## Города-побратимы
- Альтэттинг, Германия
- Вильрюп, Франция
- Кежмарок, Словакия
- Кёнигс-Вустерхаузен, Германия
- Ледро, Италия
- Фрайберг, Германия
- Хорн, Нидерланды